# Leandro Masieri
Leandro Masieri (Pergamino, Buenos Aires, 20 de agosto de 1976) es un ex-baloncestista argentino que actuaba en la posición de alero. Destacado como un jugador con gran capacidad ofensiva, su especialidad era el tiro de tres puntos, llegando a ser en tres ocasiones el líder de triples anotados de la temporada de LNB. Es hermano gemelo del también baloncestista Luciano Masieri.

## Trayectoria

### Clubes
| Club                           | País      | Año         |
| ------------------------------ | --------- | ----------- |
| Sportivo Pilar                 | Argentina | 1993 - 1995 |
| Obras Sanitarias               | Argentina | 1995 - 1998 |
| Independiente de General Pico  | Argentina | 1998 - 1999 |
| Estudiantes de Bahía Blanca    | Argentina | 1999 - 2000 |
| Gimnasia de Comodoro Rivadavia | Argentina | 2000 - 2001 |
| Boca Juniors                   | Argentina | 2001 - 2002 |
| Castelmaggiore                 | Italia    | 2002 - 2003 |
| FuturVirtus                    | Italia    | 2003        |
| Ferrara                        | Italia    | 2004        |
| Andrea Costa Imola             | Italia    | 2004 - 2005 |
| Pavia                          | Italia    | 2005        |
| Gimnasia de Comodoro Rivadavia | Argentina | 2005 - 2007 |
| Belgrano de San Nicolás        | Argentina | 2007 - 2008 |
| Pavia                          | Italia    | 2008        |
| Boca Juniors                   | Argentina | 2008 - 2009 |
| Sionista                       | Argentina | 2009        |
| Gimnasia de Comodoro Rivadavia | Argentina | 2010        |
| Ciclista Juninense             | Argentina | 2010 - 2011 |
| Independiente de Avellaneda    | Argentina | 2011 - 2012 |
| 9 de Julio                     | Argentina | 2012        |
| Anzorena                       | Argentina | 2012 - 2014 |
| Atenas de Mendoza              | Argentina | 2014 - 2015 |
| San José                       | Argentina | 2015 - 2016 |